# 스코틀랜드의 행정 구역
스코틀랜드의 행정 구역은 1996년 4월 1일에 신설된 32개 행정 구역(council area, 의회 구역)으로 구성되어 있으며 이들 행정 구역에는 의회(영어: council, 스코틀랜드 게일어: comhairle)가 설치되어 있다. 이들 의회 구역은 단일 자치체(unitary authority)를 관할하며 하나의 단일 자치체는 여러 개의 커뮤니티(community)를 관할한다.

## 역사
스코틀랜드는 1889년 이전까지 중세 시대부터 존재했던 전통적인 행정 구역인 도시(city), 자치시(burgh), 교구(parish)로 구성되어 있었다. 1975년 5월 16일부터 1996년 3월 31일까지는 《스코틀랜드 지방 정부에 관한 법률》에 의해 신설된 9개 주(region)로 구성되어 있었으며 이들 주는 여러 개의 구(district)로 나뉘었다. 이들 주는 각 주마다 의회 구역이 설치되어 있었으며 크고 작은 섬들을 관할하는 3개 행정 구역은 도서 의회 구역(island council areas)만 설치되어 있었다.
현재의 행정 구역은 《1994년 스코틀랜드 지방 정부에 관한 법률》에 따라 신설된 32개 단일 자치체로 기존에 있던 주와 구를 통합하여 신설되었다.

## 커뮤니티
의회 구역은 여러 개의 커뮤니티 의회 구역(community council area)으로 나뉜다. 각 커뮤니티는 커뮤니티 의회(Community council)를 설치할 수 있지만 법적인 권한을 가진 자치체는 아니다.
스코틀랜드의 커뮤니티 의회는 1975년에 신설되었으며 각 의회 구역은 여러 개의 커뮤니티 의회 구역을 설치하는 것이 의무화되었다. 스코틀랜드에 있는 커뮤니티 수는 1,200여 개 정도로 추산된다.

## 행정 구역 목록
| 1. 인버클라이드 (Inverclyde) 2. 렌프루셔 (Renfrewshire) 3. 웨스트던바턴셔 (West Dunbartonshire) 4. 이스트던바턴셔 (East Dunbartonshire) 5. 글래스고 (Glasgow) 6. 이스트렌프루셔 (East Renfrewshire) 7. 노스래너크셔 (North Lanarkshire) 8. 폴커크 (Falkirk) 9. 웨스트로디언 (West Lothian) 10. 에든버러 (Edinburgh) 11. 미들로디언 (Midlothian) 12. 이스트로디언 (East Lothian) 13. 클라크매넌셔 (Clackmannanshire) 14. 파이프 (Fife) 15. 던디 (Dundee) | 1. 앵거스 (Angus) 2. 애버딘셔 (Aberdeenshire) 3. 애버딘 (Aberdeen) 4. 머리 (Moray) 5. 하일랜드 (Highland) 6. 아우터헤브리디스 (Na h-Eileanan Siar) 7. 아가일 뷰트 (Argyll and Bute) 8. 퍼스 킨로스 (Perth and Kinross) 9. 스털링 (Stirling) 10. 노스에어셔 (North Ayrshire) 11. 이스트에어셔 (East Ayrshire) 12. 사우스에어셔 (South Ayrshire) 13. 덤프리스 갤러웨이 (Dumfries and Galloway) 14. 사우스래너크셔 (South Lanarkshire) 15. 스코티시보더스 (Scottish Borders) 16. 오크니 제도 (Orkney Islands) 17. 셰틀랜드 제도 (Shetland Islands) |  |

## 통계
| 본토              | 면적 (평방마일) | 면적 (km2) | 인구 (2001년) | 인구 밀도 (명/km2) |
| ----------------- | --------------- | ---------- | ------------- | ------------------ |
| 애버딘            | 70              | 182        | 212,125       | 1,164              |
| 애버딘셔          | 2,439           | 6,317      | 226,871       | 36                 |
| 앵거스            | 843             | 2,184      | 108,400       | 50                 |
| 아가일 뷰트       | 2,712           | 7,023      | 91,306        | 13                 |
| 클라크매넌셔      | 61              | 158        | 48,077        | 304                |
| 덤프리스 갤러웨이 | 2,489           | 6,446      | 147,765       | 23                 |
| 던디              | 21              | 55         | 145,663       | 2,648              |
| 이스트에어셔      | 492             | 1,275      | 120,235       | 94                 |
| 이스트던바턴셔    | 68              | 176        | 108,243       | 617                |
| 이스트로디언      | 257             | 666        | 90,088        | 135                |
| 이스트렌프루셔    | 65              | 168        | 89,311        | 532                |
| 에든버러          | 100             | 260        | 448,624       | 1,725              |
| 폴커크            | 113             | 293        | 145,191       | 496                |
| 파이프            | 517             | 1,340      | 349,429       | 261                |
| 글래스고          | 68              | 175        | 577,869       | 3,307              |
| 하일랜드          | 10,085          | 26,119     | 208,914       | 8                  |
| 인버클라이드      | 64              | 167        | 84,203        | 503                |
| 미들로디언        | 135             | 350        | 80,941        | 231                |
| 머리              | 864             | 2,237      | 86,940        | 39                 |
| 노스래너크셔      | 343             | 888        | 135,817       | 153                |
| 노스에어셔        | 184             | 476        | 321,067       | 674                |
| 퍼스 킨로스       | 2,083           | 5,395      | 134,949       | 25                 |
| 렌프루셔          | 102             | 263        | 172,867       | 659                |
| 스코티시보더스    | 1,825           | 4,727      | 106,764       | 23                 |
| 사우스에어셔      | 475             | 1,230      | 112,097       | 93                 |
| 사우스래너크셔    | 686             | 1,778      | 302,216       | 170                |
| 스털링            | 866             | 2,243      | 86,212        | 38                 |
| 웨스트던바턴셔    | 68              | 176        | 93,378        | 531                |
| 웨스트로디언      | 165             | 427        | 158,714       | 372                |
| 본토 총계         | 28,260          | 73,193     | 4,994,276     | 68                 |
| 도서 지역         |                 |            |               |                    |
| 아우터헤브리디스  | 1,185           | 3,070      | 26,502        | 9                  |
| 오크니 제도       | 396             | 1,025      | 19,245        | 19                 |
| 셰틀랜드 제도     | 568             | 1,471      | 21,988        | 15                 |
| 도서 지역 총계    | 2,149           | 5,566      | 67,735        | 12                 |
| 스코틀랜드 전체   | 30,409          | 78,759     | 5,062,011     | 64                 |

## 같이 보기
- ISO 3166-2:GB